# 21 Pułk Piechoty Obrony Krajowej

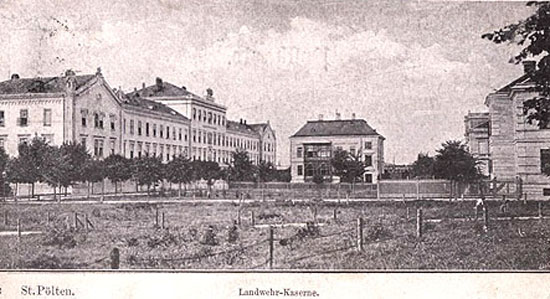
Koszary Obrony Krajowej w St. Pölten

21 Pułk Piechoty Obrony Krajowej St. Pölten (LIR St. Pölten Nr. 21) – pułk piechoty cesarsko-królewskiej Obrony Krajowej.

## Historia pułku
1 maja 1889 roku w St. Pölten został utworzony Dolnoaustriacki Pułk Piechoty Obrony Krajowej Nr 21 (niem. Niederösterreichisches Landwehr-Infanterie-Regiment Nr. 21). Oddział powstał z połączenia trzech samodzielnych batalionów utworzonych w 1869 roku:
- Dolnoaustriackiego Batalionu Strzelców Obrony Krajowej St. Pölten Nr 3 w St. Pölten (niem. Niederösterreichisches Landwehr-Schützen-Bataillon St. Pölten Nr. 3),
- Dolnoaustriackiego Batalionu Strzelców Obrony Krajowej Wr.-Neustadt Nr 4 w Wiener Neustadt (niem. Niederösterreichisches Landwehr-Schützen-Bataillon Wr.-Neustadt Nr. 4),
- Dolnoaustriackiego Batalionu Strzelców Obrony Krajowej Krems Nr 5 w Stein an der Donau (niem. Niederösterreichisches Landwehr-Schützen-Bataillon Krems Nr. 5).

Bataliony pozostały w swoich garnizonach, zachowały dotychczasową numerację i nazwy wyróżniające oraz autonomię w zakresie administracji i uzupełnień.
W 1891 roku Batalion Obrony Krajowej Wr.-Neustadt Nr 4 został przeniesiony z Wiener Neustadt do St. Pölten.
W 1894 roku bataliony utraciły samodzielność pod względem administracji i uzupełnień na rzecz pułku, w skład którego wchodziły. Otrzymały również nowe numery: 1. batalion (eks-3), 2. batalion (eks-4) i 3. batalion (eks-5). Pułk zmienił nazwę wyróżniającą z „Dolnoaustriacki” na „St. Pölten” (niem. Landwehr-Infanterie-Regiment St. Pölten Nr. 21) i został podporządkowany komendantowi Brygady Piechoty Obrony Krajowej w Wiedniu.
W 1899 roku 3. batalion został przeniesiony ze Stein an der Donau do St. Pölten.
W 1901 roku pułk został włączony w skład 87 Brygady Piechoty Obrony Krajowej w Linzu należącej do 44 Dywizji Piechoty Obrony Krajowej i stacjonującej na terytorium 14 Korpusu. Do 1914 roku dyslokacja i podporządkowanie pułku nie uległo zmianie.
Okręgi uzupełnień Obrony Krajowej St. Pölten i Wiedeń B na terytorium 2 Korpusu.
Kolory pułkowe: trawiasty (grasgrün), guziki srebrne z numerem pułku „21”. 
W lipcu 1914 roku skład narodowościowy pułku: 98% – Austriacy.
W czasie I wojny światowej pułk walczył z Rosjanami w 1914 i 1915 roku w Galicji. Żołnierze pułku są pochowani m.in. na cmentarzach wojennych nr: 70 w Rychwałdzie i 171 w Łowczówku.
11 kwietnia 1917 roku oddział został przemianowany na Pułk Strzelców Nr 21 (niem. Schützenregiment Nr. 21).

## Komendanci pułku
- ppłk / płk Johann von Reichlin-Meldegg (1889[12] – 1892 → komendant 3 Pułku Piechoty Obrony Krajowej Graz)
- płk Friedrich Weigl von Löwenwarth (1892 – 1898 → komendant 47 Brygady Piechoty)
- płk Ferdinand Eifler von Lobenstedt (1898 – 1904 → komendant 25 Brygady Piechoty Obrony Krajowej)
- płk Moritz Neukirch (1904)
- ppłk / płk Johann Büsch (1904 – 1909)
- płk Alexander Bandian (1909 – 1913 → generał przydzielony do Komendy twierdzy i portu wojennego Pola)
- płk Eduard von Dietrich (1913 – 1914[13])